# Nhiễm Mẫn
Nhiễm Mẫn (?-352) là vua nước Nhiễm Ngụy thời Ngũ Hồ thập lục quốc trong lịch sử Trung Quốc. Ông là người Hán xưng đế năm 350, quốc hiệu là Ngụy, đóng đô ở đất Nghiệp (Lâm Chương, Hà Bắc), sử gọi là Nhiễm Ngụy.

## Xuất thân
Nhiễm Mẫn tên thật là Nhiễm Thạch Lương, tự là Vĩnh Tăng, hiệu là Cức Nô, người ở Nội Hoàng, Ngụy Quận.
Ban đầu Nhiễm Mẫn làm cháu (nội) nuôi của Thạch Hổ nước Hậu Triệu, nên đổi sang họ Thạch và được gọi là Thạch Mẫn. Ông được Thạch Hổ phong làm Vũ Hưng công. Thạch Mẫn nổi tiếng là người có sức khỏe, tham gia nhiều trận chiến dưới quyền Thạch Hổ, lập được công lao.

## Tàn sát người Hồ, giành quyền lực
Năm 349, Thạch Hổ chết, Thạch Mẫn và đại tướng Lý Nông thừa cơ khống chế chính quyền, giết Bành Thành vương Thạch Tuân, lập Nghĩa Dương vương Thạch Giám lên ngôi cầm quyền trong 103 ngày.
Nhưng sau đó Thạch Giám sợ ông lấn át quyền hành nên mưu giết ông. Vì vậy Nhiễm Mẫn bắt giam Thạch Giám. Nhiều quan lại chạy sang phía Tân Hưng vương Thạch Chi.
Tình hình các nước rất rối ren, loạn lạc. Vì chỉ có người Hán ủng hộ còn người Hung Nô không ủng hộ Nhiễm Mẫn nên Nhiễm Mẫn ra lệnh tàn sát thẳng tay các dân tộc thiểu số. Bản thân Nhiễm Mẫn đã dẫn vệ binh đi khắp các nơi lùng sục chém giết người thiểu số. Chỉ riêng ở kinh đô Nghiệp Thành có hơn 20 vạn người bị giết. Riêng tướng Ma Thu giết hơn 1000 người Hồ dưới trướng mình. Cuộc tàn sát khiến cho sau đó người Hung Nô bị suy yếu nhanh chóng, không thể phục hồi sức mạnh.
Năm 350, Thạch Mẫn giết Thạch Giám cùng 5 người con và 28 người cháu của Thạch Hổ, giết sạch gia tộc họ Thạch, ban đầu đổi sang họ Lý, sau đổi lại thành họ Nhiễm, tự lập làm hoàng đế, lấy quốc hiệu là Ngụy.

## Giao chiến với các nước
Nhiễm Mẫn sai người sang Giang Nam kêu gọi nhà Đông Tấn cùng hợp tác đánh lên trung nguyên để tiêu diệt người Hồ. Tướng Đông Tấn là Hoàn Ôn rất mừng, muốn mang quân bắc phạt, nhưng nhà Tấn lại sợ uy quyền của Hoàn Ôn lớn quá nên không đồng tình chủ trương bắc tiến.
Tân Hưng vương Thạch Chi lên nối ngôi vua Hậu Triệu ở Tương Quốc, được nhiều người Hồ các tộc Hung Nô, Yết, Chi, Khương ủng hộ, huy động được 10 vạn quân tiến đánh Nghiệp Thành.
Nhiễm Mẫn thấy tình thế bất lợi, bèn bỏ chính sách tàn sát người Hồ, lại phong cho con là Nhiễm Trí làm Đại Thiền Vu. Sau đó ông đem quân giao chiến với Thạch Kỳ. Cuộc chiến làm cho hàng vạn người phải bỏ nhà cửa, vô số người chết. Nhiễm Mẫn thắng trận, cho 30 vạn quân bao vây Tương Quốc.
Thạch Chi ở Tương Quốc tìm liên minh chống Nhiễm Mẫn, liên hợp với vua nước Tiền Yên là Mộ Dung Tuấn, thủ lĩnh người Khương là Diêu Dực Trọng và thủ lĩnh người Chi là Bồ Hồng đang làm thứ sử Ung châu. Nhiễm Mẫn không chống nổi liên quân, quân sĩ bị giết chết rất nhiều, phải rút lui.
Tuy nhiên sau khi Nhiễm Mẫn lui quân, phía Hậu Triệu lại có nội loạn. Đô tướng quân Lưu Hiển của Hậu Triệu giết Thạch Chi, tự xưng làm hoàng đế. Các thủ lĩnh người Chi là Bồ Hồng và người Khương là Diêu Dực Trọng cũng quay sang đánh nhau để tranh giành Quan Trung.
Tháng giêng năm 351, Phù Hồng xưng là Tam Tần vương, Đại Thiền vu ở Trường An, chiếm các vùng phía tây. Con của Phù Hồng là Phù Kiện xưng làm Tần vương, chính thức lập quốc, lấy quốc hiệu là Tiền Tần. Tháng 8 năm 351, các châu phía nam là Lạc Châu, Dự Châu và Hứa Xương hàng Đông Tấn. Đất đai của Nhiễm Mẫn ngày càng bị thu hẹp.
Đầu năm 352, Nhiễm Mẫn mang quân đánh Lưu Hiển ở Tương Quốc. Hiển mang quân ra chống lại bị thua. Mẫn giết chết Hiển, chiếm cứ Tương Quốc. Nhưng vì Tương Quốc đã bị tàn phá nặng, ông phải đưa dân ở đó về Nghiệp Thành.

## Bại vong
Tình hình loạn lạc ngày càng nghiêm trọng, trong nước thiếu lương, Nhiễm Mẫn phải đi cướp lương ở vùng Thường Sơn, Trung Sơn thuộc nước Tiền Yên.
Trong khi đó, ở phía đông thì Chiêu đế Mộ Dung Tuấn của Tiền Yên lệnh cho Mộ Dung Khác, Mộ Dung Bình đem quân đánh Trung Sơn, Triệu, Nam An và các quận, chiếm được U Châu, Ký Châu, dời kinh đô từ Long Thành đến Kế Thành, tiếp tục mở rộng lãnh thổ xuống phía nam, áp sát kinh đô Tương Quốc.
Tháng 4 năm 352 (Vĩnh Hưng thứ 3), Nhiễm Mẫn đụng độ với quân Tiền Yên do Mộ Dung Khác chỉ huy. Hai bên đại chiến ở Xương Thành. Nhiễm Mẫn xung trận một mình giết 300 quân Yên nhưng sau cùng kiệt sức, ngựa của ông bị chết, bản thân ông bị ngã nên bị quân Yên bắt sống.
Tháng 5 năm đó, Nhiễm Mẫn bị giải về kinh đô Long Thành nước Tiền Yên và bị chém đầu.
Cái chết của Nhiễm Mẫn kéo theo sự diệt vong của nước Nhiễm Ngụy. Nhiễm Mẫn ở ngôi 3 năm (350-352), không rõ bao nhiêu tuổi.